# Вежбинек (гмина)
Вежбинек (пол. Wierzbinek) — сельская гмина (уезд) в Польше, входит как административная единица в Конинский повет, Великопольское воеводство. Население — 6924 человек (на 31 декабря2023 года).

## Соседние гмины
1. Гмина Бабяк
2. Гмина Пётркув-Куявски
3. Гмина Скульск
4. Гмина Сомпольно
5. Гмина Слесин
6. Гмина Топулька